# Незагублений час
«Незагублений час» (пол. «Czas nieutracony») — автобіографічний цикл польського письменника Станіслава Лема, виданий у 1955 році. Складається з трьох романів; «Шпиталь Преображення» («Szpital Przemienienia»), «Серед мертвих» («Wsród umarłych»), «Повернення» («Powrót») та оповідання «Сестра Барбара» («Siostra Barbara»). В основі циклу події Другої світової війни та гітлерівської окупації Польщі, коли Станіславу Лему довелося перервати навчання на лікаря (за родинною традицією) та стати механіком, потрапити в робітниче середовище, зблизитися з учасниками Руху опору, боротися за звільнення Польщі.

## Історія створення та видання
Перший роман «Шпиталь Преображення» («Szpital Przemienienia») був написаний у 1948 році, але не був виданий. Авторові запропонували дописати другу і третю частини, враховуючи реалії часу. До 1950 року Станіслав Лем написав ще два романи «Серед мертвих» («Wsród umarłych») та «Повернення» («Powrót»), але романи все одно не були надруковані.
Перша публікація романів відбулася лише у 1955 році під час «відлиги» (видавництво «Wydawnictwo Literackie», Краків). Після перевидань трилогії у 1957 і 1965 роках Станіслав Лем наполіг, щоб надалі видавався тільки перший роман трилогії. Надалі фрагменти другого та третього романів видавалися як оповідання.

### Цікаво
Дія роману «Шпиталь Преображення» відбувається у психлікарні з вежею в мавританському стилі. Деніс Мандзюк вбачає в цьому очевидний натяк на єврейський шпиталь у Львові за три сотні метрів від Браєрівської, теперішній пологовий будинок.

## Переклади українською[3]
Українською мовою перший роман трилогії "Шпиталь Преображення" був перекладений у 2017 році Іваном Сварником. У 2017 році також були перекладені уривки "Операція «Райнгардт»" з другого роману, уривок "Чергування лікаря Тшинецького" з третього роману та оповідання "Сестра Барбара". Переклад здійснила Ірина Шевченко. В тому ж році вони були надруковані в збірці творів Станіслава Лема. Ілюстрації до видання зробив Ростислав Крамар.

## Видання українською[3]
Станіслав Лем. Високий замок. Шпиталь преображення. Людина з Марса. Ранні оповідання. Юнацькі вірші. - Тернопіль: Навчальна книга — Богдан, 2017. - 720 с. - ISBN: 978-966-10-4538-4
- Твори до книги обирав Володимир Арєнєв.
- Післямову "Місто, в якому ніхто не вмирав" написав Юрій Андрухович.
- Книгу видано за підтримки Польського Інституту у Києві.

## Екранізації

Афіша фільму "Шпиталь Преображення" (Польща, 1979)

29 березня 1979 року відбулася прем'єра фільму польського режисера Едварда Жебровського "Шпиталь преображення" за романом Станіслава Лема.
- Сценарій — Едвард Жебровський і Міхал Комар;
- Оператор — Вітольд Собоцинський;
- Композитор — Станіслав Радван;
- У ролях: Пйотр Деймек, Єжи Біньчицький, Генрик Біста, Ева Далковська, Густав Голоубек, Зигмунт Гюбнер, Ришард Котис, Клаус Пйонтек, Войцех Пшоняк, Збігнев Запасевич та інші.

Фільм був відзначений нагородами на міжнародних кінофестивалях:
- 1979 — I премія МКФ у Локарно (Швейцарія);
- 1981 — Приз "Кришталева зірка" МКФ в Брюсселі (Бельгія) актору Пйтрові Деймеку;
- 1981 — Спеціальна премія журі МКФ Червоного Хреста та охорони здоров'я у Варні (Болгарія)[4].